# The Singles Collection (album Maanamu)
The Singles Collection – kompilacyjny album zespołu Maanam wydany w sierpniu 1991 roku. Na płycie zawarte zostały wszystkie utwory z singli, łącznie ze stronami B, wydane w latach 80. W 1995 została wydana reedycja płyty z dwoma dodatkowymi utworami: „Róża” i „Bez ciebie umieram”.

## Lista utworów
1. „Hamlet” (muz. M. Jackowski – sł. O. Jackowska) – 3:12
2. „Oprócz” (muz. i sł. M. Jackowski) – 4:35
3. „Boskie Buenos” (muz. M. Jackowski – sł. Eduardo Gudiño Kieffer przekład O. Jackowska) – 3:31
4. „Żądza pieniądza” (muz. M. Jackowski – sł. O. Jackowska) – 4:43
5. „Szare miraże” (muz. M. Jackowski – sł. O. Jackowska) – 3:33
6. „Stoję, stoję, czuję się świetnie” (muz. M. Jackowski – sł. O. Jackowska) – 3:50
7. „Och, ten Hollywood” (muz. M. Jackowski – sł. O. Jackowska) – 3:42
8. „Ta noc do innych jest niepodobna” (muz. M. Jackowski – sł. O. Jackowska) – 5:58
9. „Cykady na Cykladach” (muz. M. Jackowski – sł. O. Jackowska) – 2:57
10. „1984” (muz. M. Jackowski – sł. O. Jackowska) – 5:38
11. „Kocham cię, kochanie moje” (muz. M. Jackowski – sł. O. Jackowska) – 4:49
12. „Elektro Spiro contra Zanzara” (muz. M. Jackowski – sł. O. Jackowska) – 4:51
13. „Jesteśmy ze stali” (muz. M. Jackowski – sł. O. Jackowska) – 4:12
14. „Ty – nie ty” (muz. M. Jackowski – sł. O. Jackowska) – 4:03

### Bonus z 1995 roku
1. „Róża” (muz. M. Jackowski – sł. O. Jackowska) – 2:53
2. „Bez ciebie umieram” (muz. M. Jackowski – sł. O. Jackowska) – 4:03

## Skład
- Kora – śpiew
- Marek Jackowski – gitara, śpiew
- Bogdan Kowalewski – gitara basowa
- Ryszard Olesiński – gitara
- Paweł Markowski – perkusja
- Krzysztof Olesiński – gitara basowa
- Ryszard Kupidura – perkusja